# Einar Jónsson

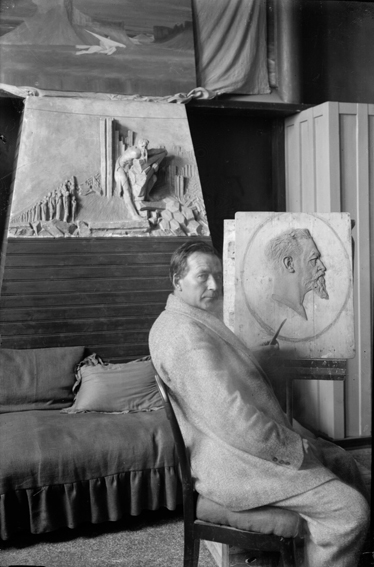
Einar Jónsson i sin ateljé

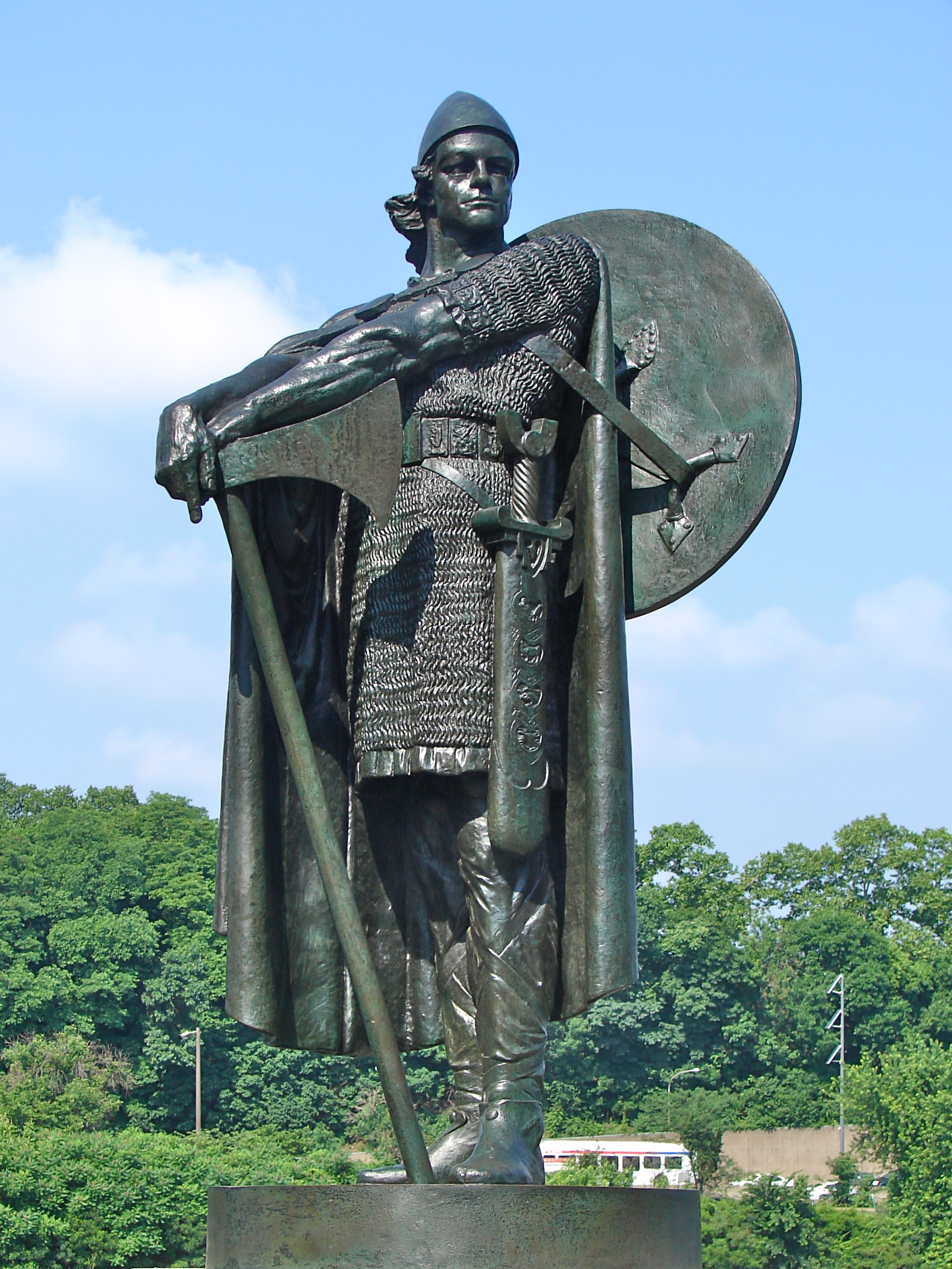
Staty över Torfinn Karlsämne i Philadelpia i USA

Einar Jónsson, född 11 maj 1874 på gården Galtafell i Hrunamannuhreppur i södra Island, död 18 oktober 1954, var en isländsk skulptör.
Einar Jónsson växte upp i en bondefamilj på södra Island. Han var bror till Asgrimur Jonsson. Han utbildade sig från 1893 vid Det Kongelige Danske Kunstakademi i Köpenhamn för bland andra Stephan Abel Sinding och på ett stipendium från Alltinget två år i Tyskland och Italien. Han arbetade åren 1915-16 i USA och Kanada. Han framträdde med fantasifulla, stundom ytterst uttrycksfulla, kompositioner såsom Den fredlöse och Draggy (1907).
Från 1920 verkade Einar Jónsson på Island, efter 20 år utomlands. Där skulpturerade han flera monument och statyer. Han betraktas som en portalfigur inom den isländska 1900-talskonsten. 
I Reykjavik finns ett särskilt museum över Einar Jónsson. Han gav ut sina memoarer, Myndir, 1925.

## Offentliga verk i urval
- Staty över den isländske upptäcktsresanden Torfinn Karlsämne i Reykjavik och i Fairmount Park i Philadelphia i USA, omkring 1918
- Krigsminnesmärke, brons, i Winnipeg i Kanada
- Staty över Ingolf Arnarson, Laekjargatan i Reykjavik
- Staty över Hallgrimur Petursson i Reykjavik
- Staty över Hannes Hafstein, 1931, i Reykjavik